# جيمس توماس غوردون
جيمس توماس غوردون هو سياسي كندي، ولد في 24 ديسمبر 1859، وتوفي في 21 ديسمبر 1919.